# 谷川イリーナ
谷川 イリーナ（たにかわ いりーな、1987年 –  ）は、和菓子職人。

## 来歴
ウクライナチェルカスィ州カミアンカ町生まれ。キエフ国立大学卒業。アメリカ在住経験なども経て、日本人男性と結婚し、2015年に福井県小浜市遠敷に移住。小浜市で働いている。

## 受賞歴
- 第1回コーヒーAGF®「煎」と共に楽しむ創作和菓子のコンテストグランプリ 受賞（2018年）